# Plutorectella
Plutorectella é um gênero de mariposa pertencente à família Acrolophidae.